# Бедуїду і Вейруш
Бедуї́ду і Ве́йруш (порт. Beduído e Veiros; МФА: [bɨ.du.ˈi.du i ˈvɐj.ɾuʃ]) — парафія в Португалії, в муніципалітеті Ештаррежа. Складова округу Авейру.  Входить до регіону Центр. За старим адміністративним поділом, що був чинним до 1976 року, територія парафії належала провінції Берегова Бейра. Заснована 28 січня 2013 року. Площа парафії — 31,85 км², населення — 10 047 ос. (2011), густота населення — 315,45 осіб/км²
. Патрон — святі Яків і Варфоломій. Поштовий індекс — 3864. Код  — 010808.
```
Сформована із колишніх парафій 
Бедуїду
 та 
Вейруш
.
```

## Географія

Ештаррежа (2013)
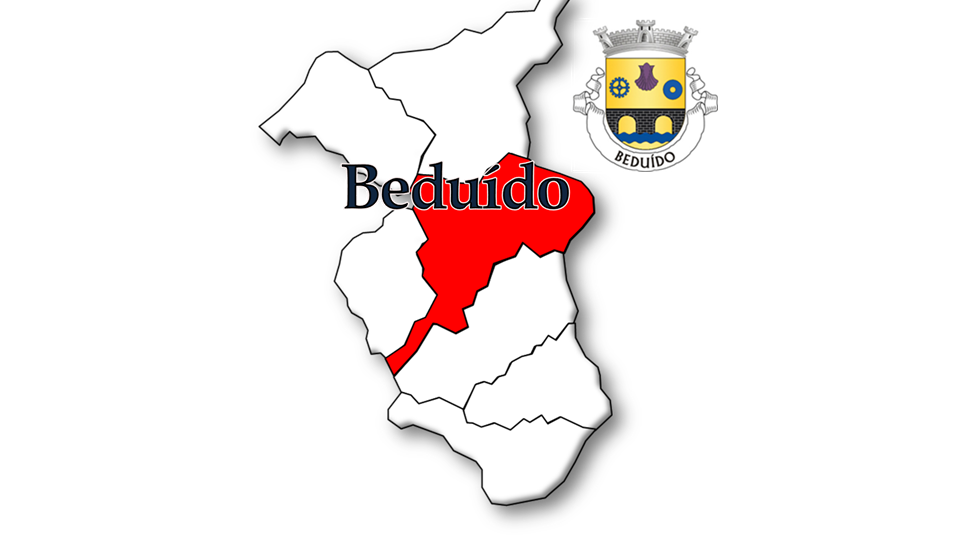
Бедуїду
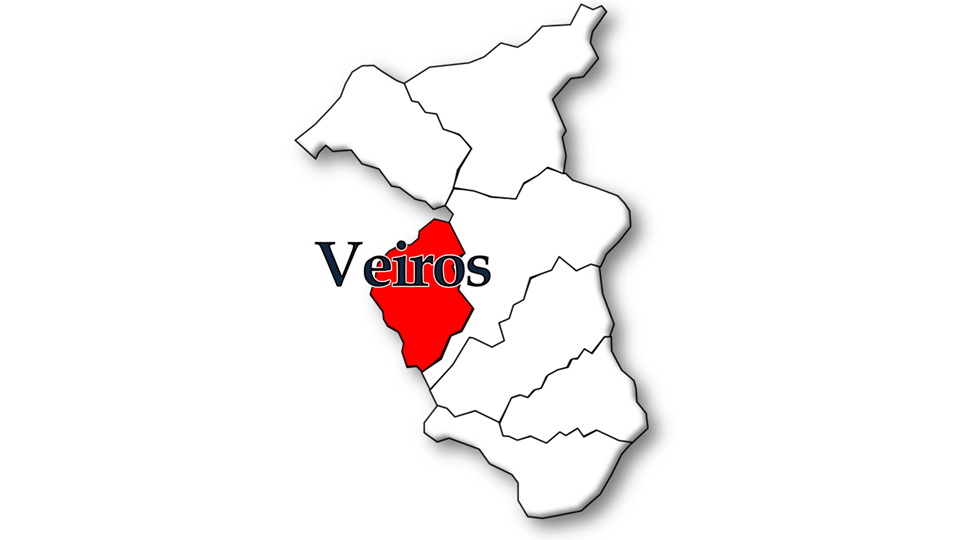
Вейруш

## Населення
| 2011  |
| 2.503 |